# Theages schausi
Theages schausi är en fjärilsart som beskrevs av Rothschild 1912. Theages schausi ingår i släktet Theages och familjen björnspinnare. Inga underarter finns listade i Catalogue of Life.